# Gina Moncigoli
Gina Moncigoli (Ramiseto, 1º giugno 1923 – Castelnovo ne' Monti, 6 novembre 2011) è stata una partigiana italiana.

## Biografia

### Giovinezza
Gina Moncigoli nasce il 1 giugno 1923 a Gazzolo di Ramiseto, nei pressi di Reggio Emilia.

### Guerra partigiana
Dal giugno 1944 fino alla fine della guerra combatte come partigiana nella 144ª Brigata Garibaldi “Antonio Gramsci” sotto il comandante Fausto “Sintoni” Pattacini, ex combattente in Spagna, che dopo la guerra divenne funzionario del partito comunista e marito della stessa Moncigoli. Gina viene da una famiglia antifascista che mette a disposizione della Resistenza la propria abitazione come casa di latitanza.
Conosciuta con il nome di battaglia “Sonia”, Gina Moncigoli nel marzo 1945 passa al servizio della 37ª Brigata GAP in qualità di staffetta e opera nella zona del Po. Alla fine della guerra ottiene il grado di tenente.

### Dopoguerra
Dopo la Liberazione si stabilisce in città a Reggio Emilia col marito, diventato funzionario della Federazione comunista, e lavora presso l’asilo infantile dell’Onmi, affrontando anche decisive battaglie per il rinnovamento delle politiche per l’infanzia e per i diritti delle donne.
“Sonia” e “Sintoni” trascorrono poi gli anni da pensionati nella casa di Gazzòlo di Ramiseto, fra quelle montagne in cui assieme avevano combattuto da partigiani.
Fausto Pattacini muore nel maggio 1997, Gina il 6 novembre 2011 all’ospedale di Castelnovo ne‘ Monti.

## Filmografia
- Non ci è stato regalato niente (2014), regia di Eric Esser[2]